# У регистратури (ТВ серија)
„У регистратури” је југословенска телевизијска серија снимљена 1974. године у продукцији ТВ Загреб. Серија је заснована на истоименом роману хрватског књижевника Анте Ковачића

## Епизоде
| Сезона | Епизода | Назив          | Датум              |
| ------ | ------- | -------------- | ------------------ |
| 1      | 1       | Дјетињство     | 17. фебруара 1974. |
| 1      | 2       | Град           | 24. фебруара 1974. |
| 1      | 3       | Младић         | 3. марта 1974.     |
| 1      | 4       | Очекивања      | 10. марта 1974.    |
| 1      | 5       | Иллустриссимус | 17. марта 1974.    |
| 1      | 6       | Повратак       | 24. марта 1974.    |
| 1      | 7       | Раскид         | 31. марта 1974.    |
| 1      | 8       | Коб            | 7. априла 1974.    |
| 1      | 9       | Крвава свадба  | 14. априла 1974.   |

## Улоге
| Глумац                 | Улога                                    |
| ---------------------- | ---------------------------------------- |
| Угљеша Којадиновић     | Жорж Јурић (8 еп. 1974)                  |
| Фабијан Шоваговић      | Јозица Кичмановић згубидан (8 еп. 1974)  |
| Раде Шербеџија         | Ивица Кичмановић (7 еп. 1974)            |
| Љубица Јовић           | Лаура (7 еп. 1974)                       |
| Мато Ерговић           | Каноник (7 еп. 1974)                     |
| Марија Кон             | (7 еп. 1974)                             |
| Семка Соколовић Берток | (6 еп. 1974)                             |
| Иво Пајић              | Секутор (6 еп. 1974)                     |
| Јосип Мароти           | Илустриссимус (5 еп. 1974)               |
| Стево Крњајић          | Миха Каноников (5 еп. 1974)              |
| Ива Марјановић         | Ивичина мајка (5 еп. 1974)               |
| Јожа Шеб               | (5 еп. 1974)                             |
| Невенка Шаин           | (5 еп. 1974)                             |
| Нада Роко              | Барица (5 еп. 1974)                      |
| Јелисавета Сека Саблић | Јуста Медонић (4 еп. 1974)               |
| Мирјана Мајурец        | Аница Каноникова (4 еп. 1974)            |
| Вања Драх              | Учитељ (4 еп. 1974)                      |
| Зденка Трах            | Каноникова жена (4 еп. 1974)             |
| Рене Медвешек          | Ивица Кичмановић као дијете (3 еп. 1974) |

 Остале улоге ▼
| Глумац                   | Улога                                        |
| ------------------------ | -------------------------------------------- |
| Драго Бахун              | Тат (3 еп. 1974)                             |
| Валент Боровић           | (3 еп. 1974)                                 |
| Владимир Тркуља          | (3 еп. 1974)                                 |
| Ђуро Утјешановић         | Феркоња (2 еп. 1974)                         |
| Едо Перочевић            | Млади Иллустриссимус (2 еп. 1974)            |
| Смиљка Бенцет            | Јелуша (2 еп. 1974)                          |
| Владимир Облешчук        | Никола Медонић (2 еп. 1974)                  |
| Нева Росић               | Маргарита (2 еп. 1974)                       |
| Златко Црнковић          | Жупник (2 еп. 1974)                          |
| Власта Кнезовић          | Дорића Зорковић (2 еп. 1974)                 |
| Крешимир Зидарић         | (2 еп. 1974)                                 |
| Џевад Алибеговић         | Гост на вечери (2 еп. 1974)                  |
| Жарко Савић              | Стипе (2 еп. 1974)                           |
| Нада Суботић             | Мара, Феркоњина мајка (2 еп. 1974)           |
| Велимир Хитил            | Феркоњин отац (2 еп. 1974)                   |
| Фрањо Фрук               | Жупник (2 еп. 1974)                          |
| Шпиро Губерина           | Рудимир Бомбардировић Сајковски (1 еп. 1974) |
| Рајко Бундало            | (1 еп. 1974)                                 |
| Антун Кујавец            | Гост на вечери (1 еп. 1974)                  |
| Бранко Шпољар            | Шеф у регистратури (1 еп. 1974)              |
| Саша Биндер              | Лијечник (1 еп. 1974)                        |
| Ратко Буљан              | Практикант у регистратури (1 еп. 1974)       |
| Младен Шермент           | (1 еп. 1974)                                 |
| Звонимир Ференчић        | (1 еп. 1974)                                 |
| Јана Каспер              | Аничина газдарица (1 еп. 1974)               |
| Фахро Коњхоџић           | Сељак с корпом (1 еп. 1974)                  |
| Златко Мадунић           | (1 еп. 1974)                                 |
| Вирџинија Вила           | Мала Лаура (1 еп. 1974)                      |
| Дарко Даутовић           | Мали Феркоња (1 еп. 1974)                    |
| Емил Глад                | Кројач (1 еп. 1974)                          |
| Славица Јукић            | Лаурина и Михина слушкиња (1 еп. 1974)       |
| Љубо Капор               | (1 еп. 1974)                                 |
| Хелена Буљан             | (1 еп. 1974)                                 |
| Мирко Свец               | Полицијски инспектор (1 еп. 1974)            |
| Мирко Војковић           | Насилни господин (1 еп. 1974)                |
| Јурица Дијаковић         | Судија (1 еп. 1974)                          |
| Анте Дулчић              | Гост у крчми (1 еп. 1974)                    |
| Зденка Анушић            | (1 еп. 1974)                                 |
| Никола Цар               | (1 еп. 1974)                                 |
| Еуген Фрањковић          | (1 еп. 1974)                                 |
| Маријан Хабазин          | Одметник (1 еп. 1974)                        |
| Ана Херцигоња            | (1 еп. 1974)                                 |
| Ета Бортолаци            | (1 еп. 1974)                                 |
| Дарко Гашпаровић         | (1 еп. 1974)                                 |
| Вида Јерман              | (1 еп. 1974)                                 |
| Владимир Леиб            | Крчмар (1 еп. 1974)                          |
| Нада Гаћешић             | (1 еп. 1974)                                 |
| Миљенко Брлечић          | (1 еп. 1974)                                 |
| Стјепан Хлупић           | (1 еп. 1974)                                 |
| Томислав Кнежевић        | (1 еп. 1974)                                 |
| Јоаким Матковић          | Царски редарственик (1 еп. 1974)             |
| Јован Стефановић         | (1 еп. 1974)                                 |
| Адам Ведерњак            | (1 еп. 1974)                                 |
| Весна Старчевић          | (1 еп. 1974)                                 |
| Љубица Драгић Стипановић | Прорачуната старица (1 еп. 1974)             |
| Иво Фици                 | (1 еп. 1974)                                 |
| Младен Црнобрња          | (1 еп. 1974)                                 |
| Љиљана Генер             | (1 еп. 1974)                                 |
| Круно Валентић           | (1 еп. 1974)                                 |
| Рикард Брзеска           | Једнооки виолиниста (1 еп. 1974)             |
| Фрањо Штефуљ             | (1 еп. 1974)                                 |
| Вера Орловић             | Лаурина гувернанта (1 еп. 1974)              |
| Драган Кнапић            | (1 еп. 1974)                                 |
| Јасна Улага              | (непознат број епизода)                      |

Комплетна ТВ екипа ▼
| Редитељ              | Јоаким Марушић      | (9 еп. 1974)                               |
| Сценариста           | Анте Ковачић        | (9 еп. 1974)                               |
| Сценариста           | Јоаким Марушић      | (9 еп. 1974)                               |
| Композитор           | Арсен Дедић;        | (9 еп. 1974)                               |
| Директор фотографије | Војислав Лукић      | (непознат број епизода)                    |
| Монтажер             | Катја Мајер         | (непознат број епизода)                    |
| Сценограф            | Душан Јеричевић     | (9 еп. 1974)                               |
| Уметнички директор   | Жељко Ситарић       | (непознат број епизода)                    |
| Костимограф          | Ванда Нинић         | (9 еп. 1974)                               |
| Одсек за шминку      | Берта Меглич        | макеуп супервисор (непознат број епизода)  |
| Одсек за шминку      | Јанко Веверец       | шминкер (непознат број епизода)            |
| Одсек за шминку      | Желимир Жунић       | шминкер (непознат број епизода)            |
| Помоћник режије      | Мирослав Стојановић | помоћник редитеља (непознат број епизода)  |
| Уметнички одсек      | Никола Вујасиновић  | сет дизајнер (непознат број епизода)       |
| Одсек за звук        | Матија Барбалић     | тон мајстор (непознат број епизода)        |
| Одсек за костим      | Милица Чевид        | гардеробер (непознат број епизода)         |
| Одсек за костим      | Драго Хабазин       | гардеробер (непознат број епизода)         |
| Одсек за костим      | Љубица Плеиц        | гардеробер (непознат број епизода)         |
| Одсек за монтажу     | Јасенка Петрицец    | асистент монтажера (непознат број епизода) |
| Музички одсек        | Лидија Јојиц        | музички сарадник (9 еп. 1974)              |
| Музички одсек        | Миљенко Прохаска    | диригент (непознат број епизода)           |